# Andrija Kujundžić (nogometaš)
Andrija Kujundžić Čiča (Subotica, 29. studenog 1899. – Subotica, 11. listopada 1970.), bivši jugoslavenski nogometni reprezentativac. Igrao je u obrani. Rodom je Hrvat.

## Igračka karijera
Cijelu je igračku karijeru je proveo u najstarijem klubu u Hrvata, subotičkojk Bačkoj. Za BAku je igrao više od dva desetljeća, od 1912. do 1929. godine. Prvi je put zaigrao za Bačku 7. travnja 1914. godine; bilo je to za pričuvni sastav. Za prvu je momčad zaigrao s 18 godina.
Nakon što je prestao igrati, svoj je matični klub Bačku trenirao 12 godina, od 1927. do 1939. Poslije je i predsjedavao NK Bačkom.

## Reprezentativna karijera
Bio je među pozvanima za nastup za reprezentaciju Kraljevine SHS na Olimpijskim igrama 1924. godine. Bio je među pozvanima,  na OI 1924. u Parizu, a od hrvatskih nogometaša s njim su bili u izabranom sastavu Dragutin Babić, Slavin Cindrić, Artur Dubravčić, Stjepan Bocak, Eugen Dasović, Dragutin Friedrich, Alfons Pažur, Adolf Percl, Dragutin Vragović, Dragutin Vrđuka, Branko Zinaja, Emil Perška, Antun Pavleković, Emil Plazzeriano, Janko Rodin, Marijan Marjanović, Rudolf Rupec, Stjepan Vrbančić i Vladimir Vinek.